# Bahía del Carnero

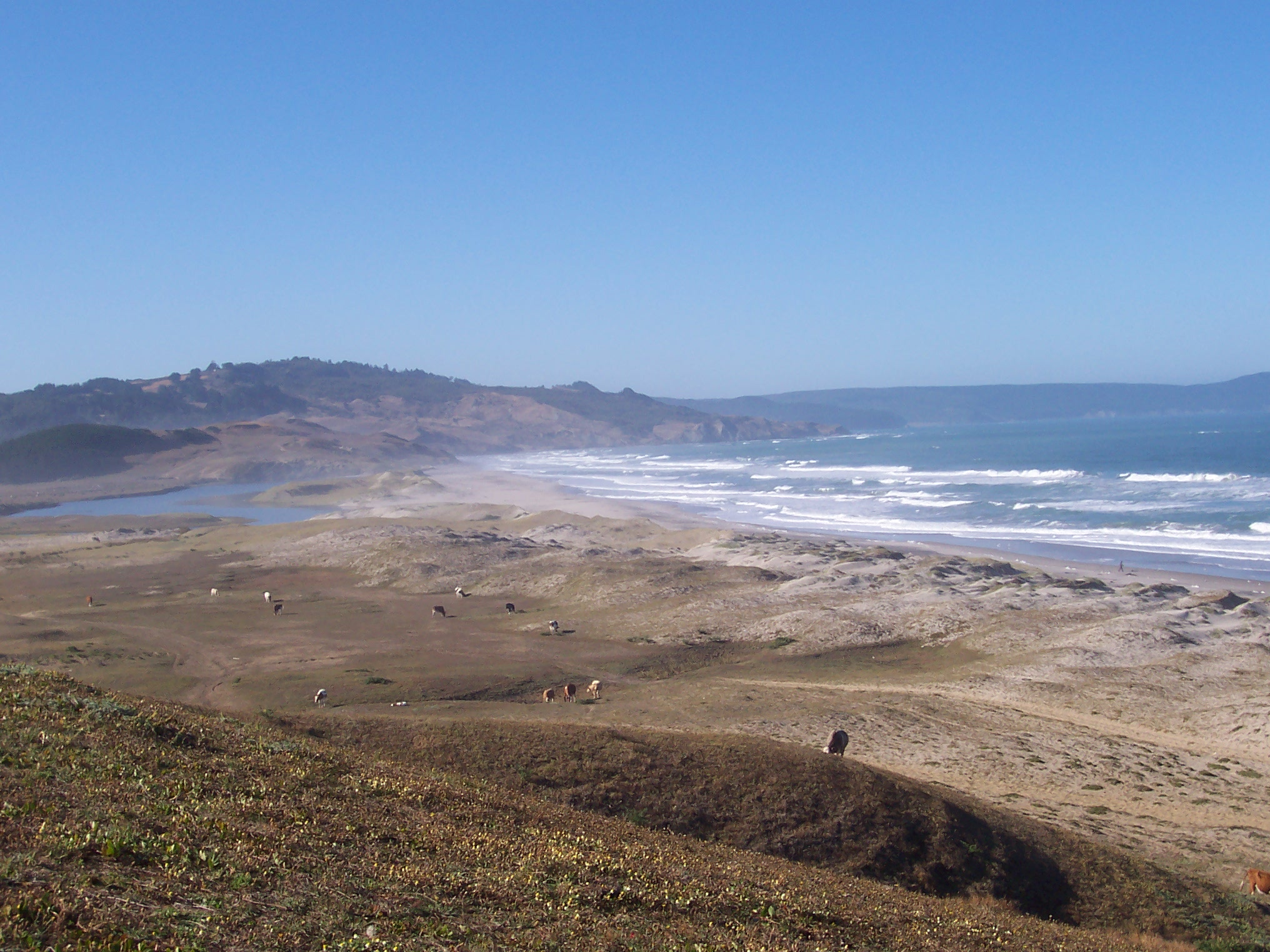
Bahía del Carnero en la desembocadura del Río Quiapo.

La Bahía del Carnero es una pequeña cala refugio en la costa de la provincia de Arauco, al sur de la punta de Lavapié y al norte de Lebu, a 37 ° 25 'S. En su extremo norte que contiene la boca de caleta Yani 37°22′17.54″S 73°39′58.96″O / -37.3715389, -73.6663778 y en el extremo sur, la caleta Ranquil donde es protegido por el promontorio de Millonhue. Su costa es baja y poco boscosas, y drena en el río Quiapo. Acá tuvo lugar la Batalla de Quiapo, en la Guerra de Arauco.

## Historia

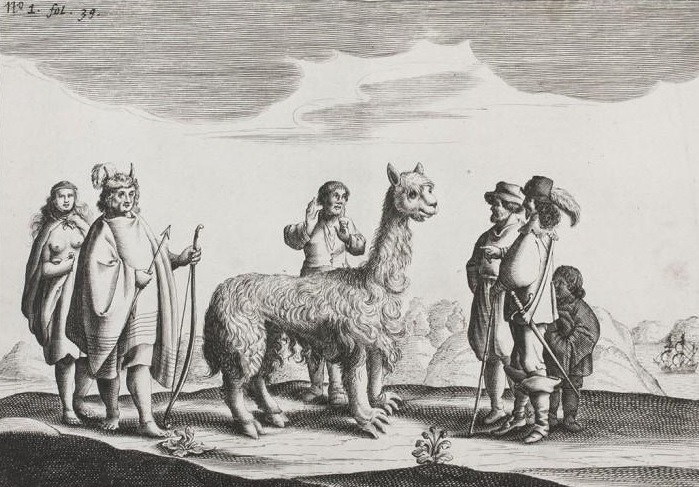
La expedición de Camargo fue recibida en 1540 de igual forma que la expedición de Brouwen en Valdivia en el año 1643.

Se le dio su nombre por la tripulación del barco de la expedición de Francisco de Camargo, que visitó en marzo de 1540, y obtuvo de los indios de allí «un carnero de la tierra», nombre que los españoles dan a las llamas. El nombre mapudungún de esta cala es Alauquén, (del mapudungún: av-Lauquen ‘finalizar el mar’).

### Mariño de Lobera
Fue Mariño de Lobera quien describió por vez primera el suceso en el que un lonco llamado Vineo le entregó a los españoles una llama, especie que los españoles relacionan con los carneros, hecho que suscita que se llame al lugar Puerto del Carnero y a la Bahía, Bahía del Carnero.

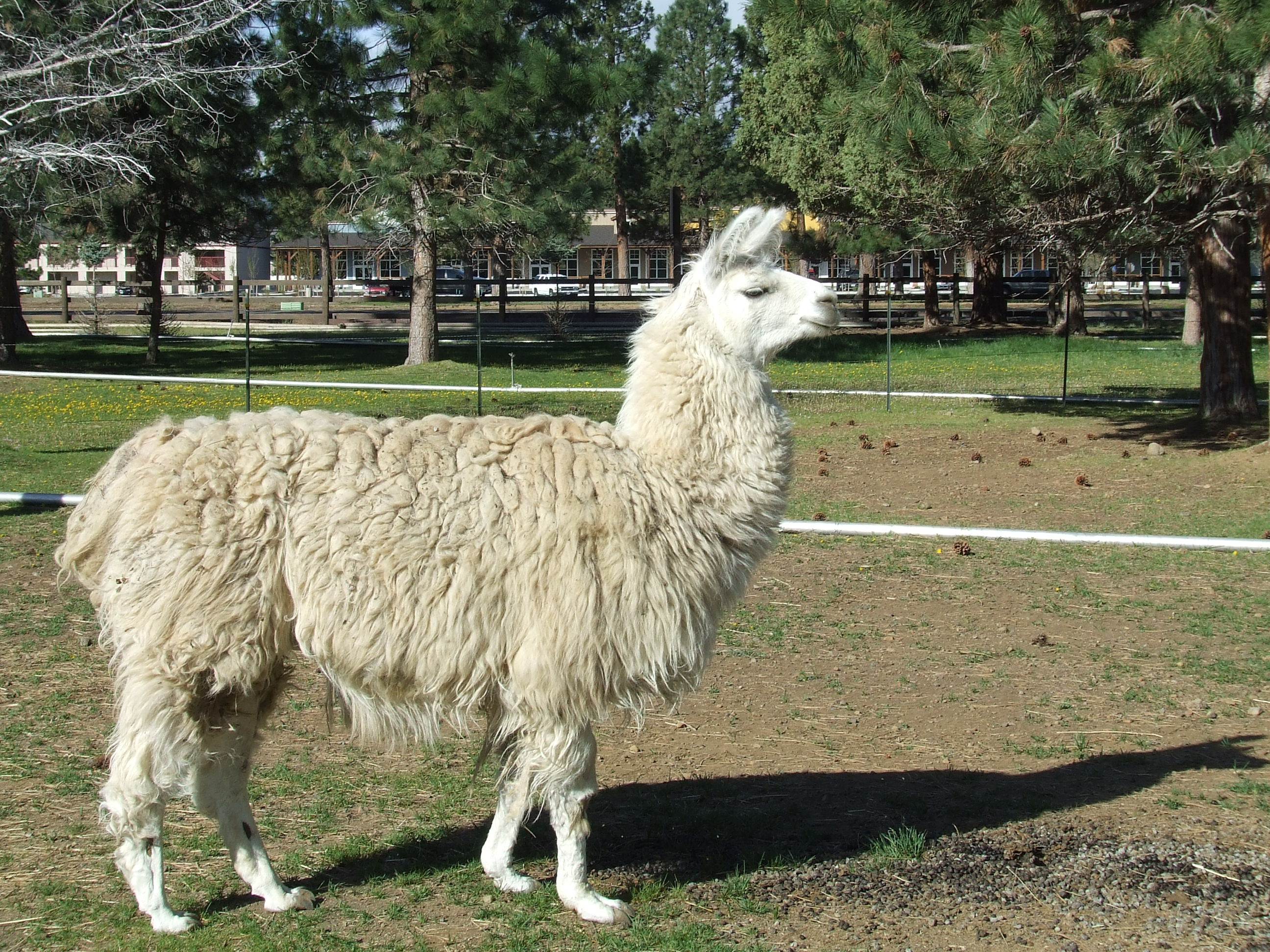
El «carnero» entregado por Vineo que dio el nombre a la Bahía.

....y dos, y siendo en el corazón del invierno en laparte austral, esto...... en el mes de junio del año de mil y quinientos y treinta y nueve. Y así, por estar muy ......como por el rigor del tiempo; estuvieron siete meses en un lugar ......donde no ......de los ......en el tiempo de su mayor invierno. El capitán de este navío se llamaba García de Alvarado, el cual habiendo pasado las calamidades concernientes a tal tierra y tiempo, salió como mejor pudo, y, fue ......toda aquella tierra hasta llegar a una provincia de Chile, que es los estados de Arauco y Tucapel, donde surgió el navío en un puerto llamado Alvaquen. Y como algunos saltasen en tierra a buscar refresco, se alborotaron tanto los, naturales que concurrió al puerto gran suma dellos, llevando por capitán a un indio muy principal llamado Vineo. Mas cuando se iban acercando con las armas en las manos, y ......y ......de los españoles tan diferentes ......de repente, quedando como ......con ver cosa tan nueva para ellos; entonces el capitán mandó que ningún indio se menease, ni pusiese mano en los españoles; antes habiéndoselos estado un rato mirando, les habló por señas, y les mandó traer un carnero de los de la tierra, que son muy grandes y de diferente especie de los de Europa, tanto ......de carga y trajín, y así en......partes del Perú hay grandes recuas dellos ......tienen muy gruesas ganancias las ......deste trato que son muchas y ......de mucha calidad; cuya granjería ha sido y es casi la que ha puesto en pie y la mayor parte de los Peruleros que entran en España con este nombre. Y así el carnero que este capitán Vineo presentó a los del navío, iba cargado de regalos, cosa que ......a los españoles, por ser este animal mansísimo, y de hechura de camello, aunque el cuello es muy angosto y levantado, y la cabeza pequeña y sin cuernos, y los ojos tan......y ......en su mirar, que parecen personas ......son de ......utilidad por la lana que por en trajín, pues......más ......rubia o negra sirve ......la estatura de estos carneros ......a la de un cuartago ......altura, pero son algo más cortos, y tienen las piernas muy delgadas, y la uña ......como vaca. Habiendo, pues, los del navío......do el presente, y descansado algún tiempo regalados de los indios se hicieron...... puesto por nombre a aquel lugar el puerto del Carnero, como hasta hoy se llama. Y prosiguiendo su viaje llegaron al puerto de Valparaíso, adonde los fue a buscar el capitán Aguirre, como está dicho, pero como él llegase después que la nao había salido, volvióse con su gente adonde estaba el general Valdivia, con el cual fue prosiguiendo la conquista en demanda de las minas de oro.
Pedro Mariño de Lobera 

### «Jeografía descriptiva de Chile 1895»
De la punta Lavapie sigue la costa a1 S. alta i escardada, i a 5 millas se encuentra la caleta Raimenco, con una milla de capacidad i regular desembarcadero.Esta caleta esta rodeada de cerros altos que contienen carbon de piedra. A 2 nillas a1 S. esta la punta Rumena, con tierras elevadas i boscosas a sus espaldas. A 8.5 millas a1 S. del cabo Rumena, se presenta el morro Canzero, que es una prominencia escarpada que se avanza a1 mar, formando un delgado espinazo destacado en los cerros de la costa. Entre el cabo Rumena i el morro Carnero esta, la caleta Piures, en que eiicuentran abrigo pequefias embarcaciones. Un POCO a1 S. del morro Carnero se alza la caleta Yanes, que puede proporcionar abrigo a las naves en 10s malos tiempos del N. a1 0. Frente a esta caleta se pronuncian dos islotes. A1 lado de la caleta Yanes desagua el rio Tralicura. La bahia de Carnero se estiende desde el morro de su nonibre hasta la punta MilkoNhue, en una esteneion de 11 millas de boca por 4 de saco. En su centro se encuentra la caleta Yanes, el Bajo Haule, las puntas Locobe, Batro i Huedeguapi. Entre esta punta i la de Millonhue est& la rada de Rhnquil, sembrada de rocas sueltas.
Enrique Espinoza, Jeografía descriptiva de la República de Chile : arreglada según las últimas divisiones administrativas, las más recientes esploraciones i en conformidad al censo jeneral de la República levantado el 28 de noviembre de 1895 